# Ключ (фільм, 1983)
«Ключ» (італ. La chiave) — кінофільм. Екранізація твору, автор якого — Дзюн'їтіро Танідзакі.

## Сюжет
Венеція, 1939 рік. У маслянистій воді каналів відображаються портрети Муссоліні. Літній професор-мистецтвознавець Ніно любить свою молоду дружину Терезу, але лікарі заборонили йому займатися сексом. Тереза мріє про молодого Ласло, але не готова зізнатися чоловікові. Ніно вишукує способи доставити дружині задоволення і записує свої думки в щоденник, залишаючи ключ на видному місці. Дружина приймає його гру і відповідає тим же. Їх дочка Ліза, наречена Ласло, читає обидва щоденника.

## В ролях
- Френк Фінлей
- Стефанія Сандреллі
- Франко Бранчаролі
- Барбара Купісті
- Армандо Марра
- Марія Ґраціа Бон
- Джино Кавальєрі
- Енцо Туррін
- Перо Бортолуччі
- Ірма Вайтхен

## Цікаві факти
Це другий фільм, знятий за романом «Ключ» Дзюн'ітіро Танідзакі; перша екранізація (Кон Ітікава, 1959) отримала приз Каннського фестивалю.
Брас переніс дію роману з Японії до Європи, а заборону моральну замінив на заборону медичну.